# Abiromorphus anceyi
Abiromorphus anceyi — вид жуків родини листоїдів. Єдиний представник монотипового роду Abiromorphus. Живляться листям тополі, зокрема тополі білої

## Опис
Тіло злегка видовженене, блискуче, темнозолотисте, довжиною близько 8 мм. Верхня частина тіла в грубих поперечних зморшках і тонких прилеглих волосках, яскрава металевозелена. Пігідій з поздовжньою серединної борозенкою. Кігтики прості.

## Ареал
Мешкає на Далекому Сході та в Манчжурії: на материковій частині південного сходу Росії, в Кореї, Півднічно-Східному Китаї (зокрема в провінції Хебей).